# La Ilustración Regional
La Ilustración Regional fue una revista de actualidad de ámbito andaluz publicada en Sevilla entre 1974 y 1976. Se trató de la primera publicación de los años 70 centrada en contenidos específicamente andaluces y gracias a la cual se difundieron temas como el andalucismo histórico. Sus impulsores fueron personalidades de la clase acomodada e ideológicamente relacionados con el centro-derecha, aunque en sus 16 números también colaboraron autores de izquierdas. Destacan nombres como el de Soledad Becerril, Jaime García Añoveros, Antonio Burgos o Rafael Atienza.
Los años finales del régimen de Franco fueron críticos en cuanto a lo que se jugaba la sociedad española, y en tanto esta etapa final significa una etapa de crisis y de rearme ideológico (“refascistización”). En ese contexto aparece en el panorama del tardofranquismo dicha publicación mensual como objeto de nuestro estudio: la primera con la pretensión entre sus objetivos de ser “una revista para Andalucía, en defensa de Andalucía”, según recoge su primera editorial y la publicidad que emite entre sus páginas, con objeto de “crear un estado de opinión sobre las múltiples, graves y urgentes cuestiones que existen en este momento”. 
	Por citar algunas breves características de su estructura interna y en cuanto a su identidad corporativa, cabe señalar que la cabecera es editada en Sevilla desde septiembre de 1974 a enero de 1976. De sus 16 números, uno (el sexto) sufre secuestro por parte de la censura. No hace falta subrayar la importancia del periodo Arias donde ven la luz sus páginas, pero sí parece obligado insistir en la importancia del medio para su público y ámbito territorial en el marco sociopolítico del momento. Pero sí se hace necesario señalar que, como otras tantas de su época, pretendió ser la voz de unas élites moderadas, regionalistas y comprometidas con la restauración democrática. Aspiró ser una revista de pensamiento que asumió para sí el reto de la concienciación popular y democrática sobre determinadas temáticas emergentes del momento, y no nos cabe la duda que, la que analizamos, es una de las más importantes. La calidad de las empresas que se anunciaron y gran parte de las firmas colaboradoras o entrevistadas, dibujaran en un futuro inminente buena parte del abanico parlamentario que representa Andalucía en las primeras elecciones democráticas.
Esta iniciativa empresarial, cercana en su motivación a Cuadernos para el Diálogo pero en versión andaluza, es dirigida por Javier Smith Carretero, Ignacio Romero de Solís y Miguel Ángel Egea. Entre sus impulsores figuran entre otros entre otros: Miguel Rodríguez-Piñero, Ramón Carande Thovar, García Añoveros, Soledad Becerril, Rafael Atienza,... De carácter abierto y plural, la iniciativa editorial consigue emprender un proyecto impulsor de valores democráticos regionalistas/autonomistas, no nacionalistas, y que no duda en entrevistar a dirigentes de oposición, y no vacila en admitir entre sus páginas colaboraciones procedentes de la izquierda. 